# 모건 창기라이
모건 리처드 창기라이(영어: Morgan Richard Tsvangirai, 영어 발음: /ˈtʃɑːŋɡɪraɪ/, 쇼나어 발음: /ts͎aŋɡira.i/, 1952년 3월 10일~2018년 2월 14일)는 짐바브웨의 정치인이다. 2009년 2월부터 2013년까지 총리로 재직했다.
민주변화운동(MDC)을 창당하여 로버트 무가베 대통령의 독재에 맞섰으며, 2002년과 2008년 대통령 선거에 출마했다. 2002년 선거에는 무가베에게 패했으나, 2008년 선거에서는 1차 선거에서 47.9%의 득표율로 43.2%를 얻은 무가베를 앞섰다. 이에 과반수 득표자를 선출하는 2차선거가 예정되어 있었으나, 선거 부정 논란으로 참여하지 않아 무가베가 대통령으로 당선되었다. 이는 국제 사회에서도 큰 논란의 대상이 되었으며, 국제연합 안보리에서도 무가베 정권을 규탄하는 결의안을 채택할 정도였다. 국내외의 무가베 정권에 대한 비난이 이어지자, 무가베 대통령은 여야의 합의에 의한 권력 분점을 인정하여, 1987년까지 자신이 겸직했다가 폐지된 총리직을 부활시켜 창기라이를 총리 자리에 오를 수 있도록 하였다. 이에 창기라이는 2월 11일 총리 자리에 올랐다.
2018년 2월 14일, 65세를 일기로 숨졌다.

## 역대 선거 결과
| 선거명      | 직책명          | 대수 | 정당                    | 1차 득표율 | 1차 득표수  | 2차 득표율 | 2차 득표수 | 결과 | 당락 |
| ----------- | --------------- | ---- | ----------------------- | ---------- | ----------- | ---------- | ---------- | ---- | ---- |
| 2002년 선거 | 짐바브웨 대통령 | 2대  | 민주변화운동            | 41.96%     | 1,258,401표 |            |            | 2위  | 낙선 |
| 2008년 선거 | 짐바브웨 대통령 | 2대  | 민주변화운동 - 창기라이 | 47.87%     | 1,195,562표 | 9.78%      | 233,000표  | 2위  | 낙선 |
| 2013년 선거 | 짐바브웨 대통령 | 2대  | 민주변화운동 - 창기라이 | 34.37%     | 1,172,349표 |            |            | 2위  | 낙선 |

## 같이 보기
- 짐바브웨의 역사